# 1990年多倫多國際影展
第15屆多倫多國際影展於1990年9月6日至9月15日（當地時間）在加拿大多倫多舉行。

## 單元

### 全景展映單元
- 《大鼻子情聖》，導演：尚-保羅·哈布諾（英语：Jean-Paul Rappeneau）

### 午夜瘋狂
- 《瘋狂肥寶綜藝秀》，導演：彼得·杰克逊
- 《鐵男：金屬獸（日语：鉄男）》，導演：冢本晋也

## 外部連結
- 官方网站